# Jezioro Trzygłowskie Drugie
Jezioro Trzygłowskie Drugie – jezioro na Równinie Gryfickiej, położone w gminie Gryfice, w woj. zachodniopomorskim. Jego powierzchnia wynosi 16,3 ha. Średnia głębokość zbiornika to 3,9 m, a maksymalna głębokość to 7,3 m. Objętość wody Jeziora Trzygłowskiego Drugiego wynosi 637,7 tys. m³. Zwierciadło wody jeziora znajduje się na wysokości 29,9 m n.p.m.
Jezioro wraz z Trzygłowskim Pierwszym jest położone w obniżeniu niewielkiej rynny subglacjalnej w zlewni Gardominki. Linia brzegowa jeziora jest dość wyrównana. Jezioro otoczone jest zadrzewieniem bez zaplecza leśnego. 
Brzegi południowego jeziora są w przewadze niskie, podmokłe, dostępne punktowo. W strefie przybrzeżnej lokalnie występują trzciny. Nad wschodnim brzegiem znajduje się park zabytkowy. Z jeziora wypływa niewielki ciek wodny łączący się z Gardominką.
Według typologii rybackiej jest to jezioro linowo-szczupakowe.